# Мукур (імені Габіта Мусрепова район)
Муку́р (каз. Мұқыр) — село у складі району імені Габіта Мусрепова Північноказахстанської області Казахстану. Входить до складу Новосельського сільського округу.
Населення — 80 осіб (2021; 218 у 2009, 271 у 1999, 311 у 1989).
Національний склад станом на 1989 рік:
- казахи — 100 %.

В радянські часи село називалось Мукир.